# مونتکوپیولو
مونتکوپیولو (به ایتالیایی: Montecopiolo) یک کومونه در ایتالیا است که در استان پزارو و اوربینو واقع شده‌است. مونتکوپیولو ۳۵٫۷ کیلومترمربع مساحت و ۲٬۱۵۸ نفر جمعیت دارد و ۹۱۵ متر بالاتر از سطح دریا واقع شده.

## خواهرخوانده
شهر Mont-Saint-Martin خواهرخواندهٔ مونتکوپیولو است.